# Karczma (Wolica)
Karczma – część wsi Wolica w Polsce położona w województwie świętokrzyskim, w powiecie jędrzejowskim, w gminie Jędrzejów.
W latach 1975–1998 Karczma należała administracyjnie do województwa kieleckiego.